# Holographic Universe
Holographic Universe — третий студийный альбом шведской мелодик дэт-метал группы Scar Symmetry, вышедший в 2008 году, последний альбом, записанный с вокалистом Кристианом Альвестамом, который вскоре покинул группу.
Видео к композиции «Morphogenesis» было представлено 18 сентября 2008 года.

## Список композиций
| №   | Название                                     | Длительность |
| --- | -------------------------------------------- | ------------ |
| 1.  | «Morphogenesis»                              | 3:54         |
| 2.  | «Timewave Zero»                              | 5:13         |
| 3.  | «Quantumleaper»                              | 4:09         |
| 4.  | «Artificial Sun Projection»                  | 4:00         |
| 5.  | «The Missing Coordinates»                    | 4:37         |
| 6.  | «Ghost Prototype I - Measurement of Thought» | 4:35         |
| 7.  | «Fear Catalyst»                              | 5:03         |
| 8.  | «Trapezoid»                                  | 4:17         |
| 9.  | «Prism and Gate»                             | 3:46         |
| 10. | «Holographic Universe»                       | 9:05         |
| 11. | «The Three-Dimensional Shadow»               | 3:57         |
| 12. | «Ghost Prototype II - Deus Ex Machina»       | 6:03         |

## Участники записи
- Кристиан Альвестам — вокал
- Йонас Кьеллгрен − гитара
- Пер Нильсон − гитара
- Кеннет Сейл − бас-гитара
- Хенрик Ольссон − ударные, тексты песен